# Pablo Martínez (Merenguesänger)
Pablo Martínez ist ein dominikanischer Merenguesänger.
Martínez begann seine musikalische Laufbahn in den 1980er Jahren mit den Los Hijos del Rey und dem Orchester von Dioni Fernández, dem er fünf Jahre lang angehörte. Er war dann Mitglied von La Muralla und La Gran Manzana und später für acht Jahre von Robert de Leóns Gruppe Parada Joven. Danach gründete er eine eigene Gruppe, mit der er mit Unterstützung und Beratung von Sergio Vargas, Dioni Fernández und Manuel Tejada mehrere CDs, darunter auch Produktionen in englischer Sprache, aufnahm.